# Gajary
Gajary (in ungherese Gajar, in tedesco Gayring) è un comune della Slovacchia facente parte del distretto di Malacky, nella regione di Bratislava.